# Nanjing International Youth Cultural Centre
La Nanjing International Youth Cultural Centre est un ensemble de deux gratte-ciel de 314 et 255 mètres construit en 2015 à Nankin en Chine.